# Giuseppe Belli (remero)
Giuseppe Belli fue un deportista italiano que compitió en remo. Ganó cinco medallas en el Campeonato Europeo de Remo entre los años 1895 y 1898.

## Palmarés internacional
| Campeonato Europeo | Campeonato Europeo | Campeonato Europeo | Campeonato Europeo |
| Año                | Lugar              | Medalla            | Prueba             |
| ------------------ | ------------------ | ------------------ | ------------------ |
| 1895               | Ostende (Bélgica)  | Medalla de bronce  | Ocho con timonel   |
| 1896               | Ginebra (Suiza)    | Medalla de bronce  | Dos con timonel    |
| 1897               | Pallanza (Italia)  | Medalla de plata   | Ocho con timonel   |
| 1897               | Pallanza (Italia)  | Medalla de bronce  | Dos con timonel    |
| 1898               | Turín (Italia)     | Medalla de plata   | Ocho con timonel   |